# Церковь Воздвижения Креста Господня (Юсупово)
Церковь Воздвижения Креста Господня (Крестовоздвиженская церковь) — православный храм в селе Юсупово Московской области.
Адрес: Московская область, Домодедовский район, село Юсупово, улица Вербная, 10а.

## История
Известно, что в 1628 году в селе стояла деревянная Дмитриевская церковь (во имя великомученика Димитрия Солунского). В приходе этой церкви находились деревни Минаево, Луканово и Курганье. Когда храм обветшал и стал тесен для увеличившегося количества прихожан, в 1754 году жители Юсупово построили новый одноэтажный деревянный храм. Церковь освятили во имя Воздвижения Честного Животворящего Креста Господня, а придел — во имя великомученика Димитрия Солунского.
Проект нового каменного храма, вместо ветхого деревянного, был создан в конце 1880-х годов архитектором А. В. Красильниковым и утвержден Московской духовной консисторией 8 декабря 1892 года. Строительство церкви началось в 1897 году и окончилось в 1903 году: новая церковь имела главный престол в честь Воздвижения Честного и Животворящего Креста Господня и два придела: во имя великомученика Димитрия Солунского и во имя святителя Николая. Кирпичное здание представляло собой восьмерик на четверике с трапезной и трехъярусной колокольней, в декоре использованы мотивы русского стиля. Завершено здание было луковичной главкой на изящном барабане с кокошниками. Освящение было проведено в 1903 году.
Храм был закрыт в 1929 году, в начале периода ужесточения антирелигиозной политики в СССР. В 1935 году с колокольни церкви были сняты колокола. Впоследствии здание храма использовалась под склады и мастерские колхоза, а позже — госплемзавода «Заря коммунизма». 
В сентябре 1992 года храм был снова открыт; настоятелем был назначен священник Валерий Михайлович Журавлев. Храм был в последующие годы восстанавлен, поставлен новый резной иконостас, изготовленный по проекту художника Сергея Головко, с иконами, заказанными на Афоне.
Настоятель храма с 2023 года — священник Бобиков Константин Владиславович.